# Skin-walker
En la cultura navajo, un cambia pieles o skin-walker (en navajo: yee naaldlooshii) es un tipo de brujo dañino que tiene la capacidad de convertirse, poseer o disfrazarse de animal o de ser humano. El término nunca se usa para curanderos que hacen el bien.

## Origen

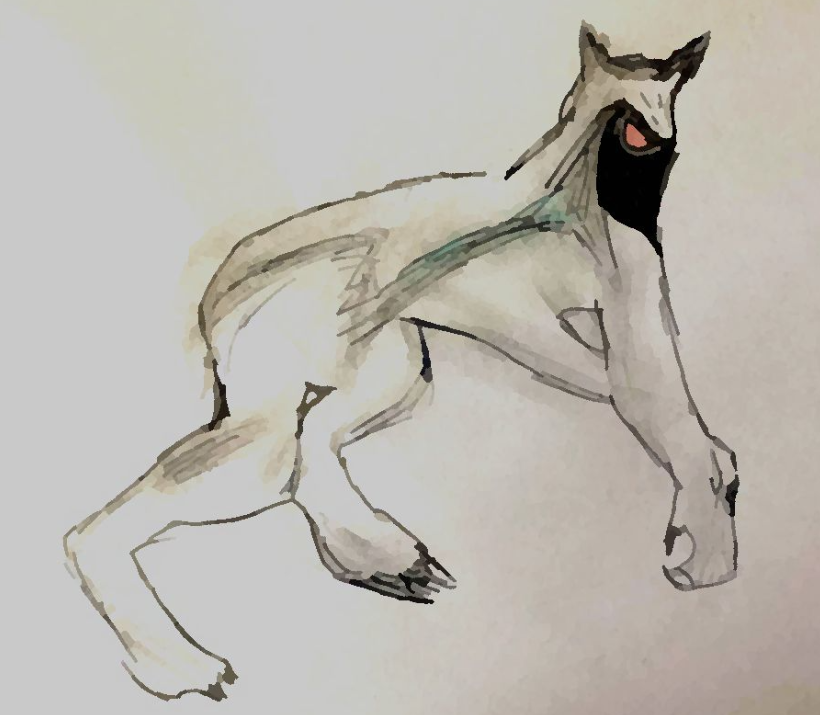
Interpretación artística de un skin-walker.

En el idioma navajo, yee naaldlooshii se traduce como "así va, a cuatro patas". Si bien es quizás la variedad más común vista en la ficción del género de terror por personas que no son navajos, el yee naaldlooshii es una de las diversas variedades de chamanes que cambian de aspecto en la cultura navajo; específicamente, son un tipo de 'ánti'įhnii.
Dentro de los chamanes navajos, los skin-walkers, representan la antítesis de sus valores culturales. Mientras que las mujeres y hombres reconocidos como curanderos comunitarios y embajadores culturales son apreciados en términos positivos y enriquecedores en el idioma indígena local, este otro tipo de brujos son vistos como malvados, ya que se cree que realizan ceremonias con intenciones malignas y manipulan la magia en una perversión de las buenas obras que tradicionalmente la gente chamán lleva a cabo. Para practicar sus buenas obras, los chamanes tradicionales aprenden tanto sobre la magia buena como la mala. La mayoría puede asumir la responsabilidad, pero algunas personas pueden volverse corruptas y elegir convertirse en brujos.
La leyenda de los skin-walkers no se comprende bien fuera de la cultura navajo, principalmente debido a la renuencia a discutir el tema con forasteros. Los navajos tradicionales son reacios a revelar la tradición de estos hechiceros a los que no son navajos, o a discutirla entre aquellos en quienes no confían. Adrienne Keene, activista del grupo Cherokee Nation y fundadora del blog Native Appropriations, ha escrito: "Lo que sucede cuando Rowling saca esto a la luz, es que nosotros, como pueblos nativos, ahora estamos abiertos a un aluvión de preguntas sobre estas creencias y tradiciones... pero estas no son cosas que necesiten o deban ser discutidas por personas externas. En absoluto. Lo siento si eso parece 'injusto', pero así es como sobreviven nuestras culturas".

## Leyenda

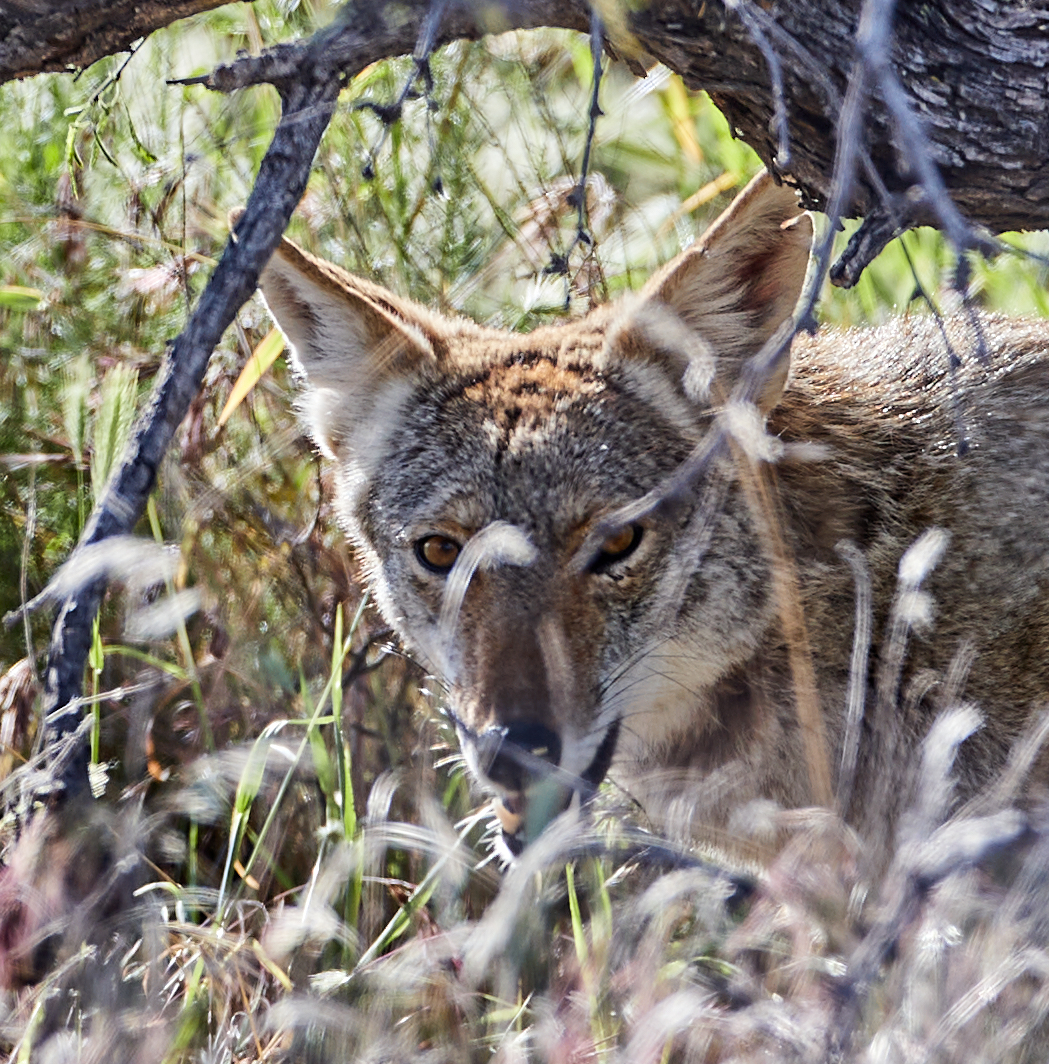
Coyote

Los animales asociados con la hechicería de este tipo, suelen incluir generalmente al coyote; sin embargo, pueden incluirse otras criaturas, generalmente las asociadas con la muerte o los malos augurios. También pueden poseer a animales vivos o personas y "caminar en sus cuerpos". Los skin-walkers pueden ser hombres o mujeres.
Las historias de skin-walkers contadas entre los niños navajos pueden ser luchas completas de vida o muerte que terminan en brujos o navajos matándose unos a otros, o historias de encuentros parciales que terminan en un punto muerto. Las historias de encuentros pueden componerse como historias de victorias navajo, en las que los brujos se acercan a un hogan (hogar navajo con la puerta orientada al este) y se asustan.
Las interpretaciones no nativas de las historias de los skin-walker generalmente toman la forma de historias de encuentros que acontecen en el camino, donde el protagonista es temporalmente vulnerable, pero luego se escapa del brujo de una manera que no se ve tradicionalmente en las historias de los navajos. A veces, los niños navajos toman las historias populares europeas y sustituyen a espantos genéricos como el Coco por cambiapieles.

## En la cultura popular
- En el episodio 5 de la tercera temporada de Ben 10 "Benlobo" se presenta a un alienígena conocido como Loboan, sin embargo debido al desconocimiento de su origen, durante gran parte del episodio es referido como un yee naaldlooshii.
- El Juego de Rol Deadlands se incluye un enemigo basado en el skin-walker